# Jakob Söderqvist
Jakob Söderqvist, född 31 maj 2003, är en svensk professionell landsvägscyklist.

## Karriär
Söderqvist tävlar professionellt sedan år 2024 och tävlar för Lidl - Trek Future Racing. Bland hans meriter kan nämnas ett SM-silver i tempolopp år 2023. I etapploppet Tour du Loir-et-Cher vann han en etapp år 2023. År 2024 tog han hem den sammanlagda segern i etapploppet Tour de Bretagne.
Vid europamästerskapen i cykling 2024 i Limburg tog Söderqvist silver på tempoloppet i U23-klassen. Vid världsmästerskapen i landsvägscykling samma år tog Söderqvist silver i U23-klassen.
I etapploppet Danmark runt vann Söderqvist det individuella tempoloppet.